# قوانين التطور الاجتماعي
القوانين التطور الاجتماعي هي القواعد المعربة بكلمات أو برموز رياضية التي تشرح معطيات اجتماعية معروفة بصورة مقبولة والتي قد اكدتها الاختبارات العلمية السابقة والتي تعتبرها المجموعة الأكاديمية صحيحة.
إنّ المجتمع البشري عبارة عن منظومة معقّّدة غير متوازنة تتغيّر وتتطوّر باستمرار، حيث تدفع تعقيدات وتناقضات التطور الاجتماعي الباحثين إلی الاستنتاج المنطقي التالي: إنّ أي تبسيط أو تقليل أو تجاهل تعدّدية العوامل الاجتماعية يؤدي حتماً إلی تكاثر الأخطاء وعدم فهم العمليات المبحوثة. وقد استقرّ الرأي على أنّ اكتشاف القوانين العلمية العامة مستحيل في مجال دراسات التطوّر الاجتماعي مسيطراً سيطرةً شاملةً علی المجموعة الأكاديمية وخاصة بين الذين يتخصّصون في الإنسانيّات ويواجهون بشكل مباشر في بحثهم كل تعقيدات وتركيبات العمليات الاجتماعية. فطريقة بحث المجتمع البشري كمنظومة بالغة التعقيد هي أن نعترف بمستويات مختلفة من التجريد ومقاييس الزمن. فالمهمة الأساسية للتحليل العلمي هي إيجاد القوی الرئيسية التي تؤثّر علی أنظمة معينة لاكتشاف القوانين العلمية المبدئية عن طريق التجرّد من التفاصيل وانحرافات القواعد. طبعاً المجتمع البشري عبارة عن منظومة بالغة التعقيد بالفعل. فهل يمكننا وصفها بقوانين علمية بسيطة؟ إنّ المنجزات الحديثة في مجال النمذجة الرياضية تمكّننا أن نجيب علی هذا السؤال جواباً إيجابياً محدّدأ - من الممكن وصف التطوّر الاجتماعي بواسطة ماكروقوانين دقيقة وبسيطة بشكل مقبول.
ومن تلك القوانين قانون تحول الكم إلى كيف.